# Litoria chrisdahli
Espèce
Statut de conservation UICN

 DD  : Données insuffisantes
Litoria chrisdahli est une espèce d'amphibiens de la famille des Pelodryadidae.

## Répartition
Cette espèce est endémique de la province du Sepik oriental en Papouasie-Nouvelle-Guinée. Elle se rencontre aux environs de Wamangu près de la rivière Nakam dans le bassin du Sepik à environ 180 m d'altitude.

## Étymologie
Cette espèce est nommée en l'honneur de Chris Dahl.

## Publication originale
- Richards, 2007 : A new species of 'spike-nosed' frog from northern New Guinea (Anura: Hylidae: Litoria). Zootaxa, no 1525, p. 51–59.